# Curt Balan
Curt Balan (auch Kurt Balan; * 4. Oktober 1855 in Breslau; † 4. Dezember 1921 in Potsdam) war ein deutscher Konsistorialpräsident der Kirchenprovinz Posen.

## Leben
Curt Balan nahm nach Erwerb der Hochschulreife das Studium der Rechtswissenschaften in Breslau auf, wo er im Corps Lusatia Breslau aktiv war.
Nach Beendigung des Studiums schlug Curt Balan eine Laufbahn in der kirchlichen Verwaltung ein. Ende der 1870er-Jahre befand er sich in Berlin, wo er mit Eberhard von Rothkirch, Eduard von Pückler und Andreas von Bernstorff in enger Verbindung stand. Schließlich erlangte er das Amt des Präsidenten des Konsistorium der Kirchenprovinz Posen in der Evangelischen Landeskirche der älteren Provinzen Preußens. 1919 kämpfte er erfolgreich gegen die Internierung evangelischer Pastoren durch die nunmehr polnische Verwaltung und versuchte danach weitgehend vergeblich, die Geistlichen von der Abwanderung aus der mehrheitlich katholischen Region abzuhalten. Als Konsistorialpräsident begleitete er die Umwandlung des im wiedergegründeten Polen gelegenen Teils der Kirchenprovinz zur Unierten Evangelischen Kirche in Polen.

## Familie
Der Sohn des Geheimen Justizrats Frederic Balan (1806–1884) und Enkel des preußischen Diplomaten Louis Balan entstammt der ursprünglich in Montauban ansässigen Hugenotten-Familie Balan (Valan), deren Ahnherr Joseph Balan (1686–1736) nach Aufhebung des Edikts von Nantes, durch Ludwig XIV., seine Heimat verließ und Ende des 17. Jahrhunderts nach Preußen flüchtete. Curt Balan heiratete 1884 in Breslau Magdalene Meuß, Tochter des Oberstaatsanwalts Friedrich Adalbert Meuß.

## Schriften
- Duell und Ehre. Ein Beitrag zur praktischen Lösung der Duellfrage unter besonderer Berücksichtigung der Verhältnisse des deutschen Offizierkorps. Walther & Apolant, Berlin 1890.
- Die Geschichte meines Vaters, Berlin 1895.
- Wie ziehen wir gegenüber der wachsenden Not der Zeit die für die freiwillige Arbeit des Reiches Gottes geeigneten Kräfte, namentlich aus den Kreisen der Gebildeten heran? J. Burmeister, Stettin 1896 (Vortrag).
- Polen und Deutsche in der Provinz Posen. Berlin 1897.
- Hatte der Ostmarkenverein recht? Die Inkimft der heutigen deutschen Ostmarken.  Allgemeine Verlags- und Druckerei Gesellschaft m. b. H., Berlin 1921.